# María Bassols Delgado
María Bassols Delgado (Barcelona, 10 de diciembre de 1958) es una diplomática española, desde marzo de 2011, embajadora de España en Malasia.
Licenciada en Derecho y en Ciencias Empresariales por ICADE, ingresó en 1985 en la carrera diplomática. Ha estado destinada en las representaciones diplomáticas españolas en Polonia y Estados Unidos. Fue vocal asesora en el Gabinete del secretario de Estado para la Cooperación Internacional y para Iberoamérica, subdirectora general de Relaciones Económicas Multilaterales y de Cooperación Aérea, Marítima y Terrestre, jefa del Gabinete Técnico del secretario general de Asuntos Exteriores y subdirectora general en la Inspección General de Servicios. En agosto de 2007 fue embajadora en misión especial para Asuntos Humanitarios y Sociales y de enero de 2009 a marzo de 2011 fue embajadora en misión especial para asuntos migratorios.